# Улица Кастранес
Улица Ка́странес (латыш. Kastrānes iela) — улица в Видземском предместье города Риги, в микрорайоне Тейка. Начинается от перекрёстка с улицей Бикерниеку, где является продолжением улицы Таливалжа, и заканчивается пересечением с улицами Иерикю и Унияс. На всём протяжении имеет асфальтовое покрытие, 2 полосы движения. Общая длина улицы составляет 560 метров.
Улица Кастранес появилась в 1930-е годы. Её название происходит от железнодорожной платформы Кастране, находившейся на линии Рига — Эргли (ныне разобрана), в Сунтажской волости Огрского края. Переименований улицы не было.

## Прилегающие улицы
Улица Кастранес пересекается со следующими улицами:
- Улица Бикерниеку
- Улица Раунас
- Улица Вайрога
- Улица Унияс
- Улица Иерикю

## Общественный транспорт
На всём протяжении по улице Кастранес курсируют:
- троллейбусы 13, 16, 17 маршрутов;
- автобусы 48 маршрута;
- микроавтобусы 203 маршрута.[3]